# Quecholcohuatl
Quecholcohuatl fue un músico chalca. Es conocido por su trabajo diplomático. Hizo las paces entre su altépetl natal de Chalco y Tenochtitlan cuando le dio serenata al tlatoani de este último, Axayacatl, en 1479, Su nombre en Nahuatl se puede traducir libremente como Flamenco Serpiente aunque más tarde adoptara el nombre castellano de Don Jerónimo, después de la conquista del imperio azteca de 1519 a 1521.

## Trabajo Diplomático
La historia de como Quecholcohuatl hizo las paces con el tlatoani de Tenochtitlan,
Axayacatl, se relata en los anales Ocho relaciones, escrito por el cronista chalca Chimalpahin. La historia aparece en la séptima de sus ocho relaciones.
Chalco fue conquistado por el Imperio Azteca bajo Moctezuma I alrededor de 1465. A partir de entonces, los reyes de Chalco fueron desterrados a Huexotzinco. En 1479, el pueblo chalca se había cansado de la hegemonía azteca y querían aliarse con los mexicas de Tenochtitlan, los Tepanecas de Tlacopan y los Acolhuas de Tetzcuco para formar parte de los poderes aliados del Valle de México. Para lograr esto, Quecholcohuatl viajó a Tenochtitlan en 1479, acompañado por percusionistas y cantantes chalcas, para tocar canciones para el tlatoani de Tenochtitlan, Axayacatl. Quecholcohuatl no debía ser el músico principal, pero el aristócrata chalca que fue designado como tal se desmayó más temprano ese mismo día, con lo cual se dejaba a Quecholcohuatl al mando de la actuación musical. Los mexicas creían que la única razón por la que venían los músicos era para entretener al Tlatoani. Sin embargo, la actuación musical conllevaba un mensaje político. El título de la canción tocada por los músicos se traduce libremente como "la canción de la mujer chalca". Aunque Quecholcohuatl fuere un varón, la canción se canta de la perspectiva de una muchacha noble de Chalco que fue capturada durante la guerra con los aztecas. La canción destaca la manera en la que los aztecas habían devastado desproporcionadamente a las mujeres chalcas. En general, a las mujeres se las consideraban iguales a los hombres durante la paz pero fueron condenadas a la esclavitud sexual por los vencedores de las batallas, una sanción que heredaron todos los hijos que engendrasen. La reacción de la muchacha a su situación evoluciona; en primer lugar, pretende recuperar su autonomía al coquetear con su amo: "¿Qué tal si le doy placer?". Las estrofas más tardes ofrecen referencias más explícitas de la manera en que el amo la explota sexualmente:
 "¿Me arruinarás la pintura del cuerpo?

 Acostado estarás, mirando lo que convierte en un flor verde del ave flamenco...

 Es un flor quetzal de palomitas, un flor del cuervo flamenco.

 Acostado estás en su tapete embellecido por flores.

 Se está dentro.

 Acostado estás en su tapete de junco oro.

 Se está dentro de la casa cavernosa plumada."
Más tarde en la canción, se rompe el corazón de la muchacha cuando se acuerda de su vida antes de la desolación de la guerra. Recuerda que, como hijos de una noble, sus descendientes deberían haberse convertido en gobernantes, algo que la lamenta haber perdido: 
 "Como una niña noble, se me hablaron en conjunto con mi matrimonio...

 Es exasperante, es desgarrador, acá en el mundo.

 Me preocupo y me inquieto.

 Me consumo a mí mismo en ira.

 Por pura desesperación, digo de repente, "oye, mijo, preferiría morir" 

 
La letra, "Preferiría morir" (en náhuatl: Manoce nimiqui), se usa para destacar su desesperación después de que ha perdido todo esperanza de criar hijos influyentes. La canción termina con la muchacha ofreciéndose a vivir con el tlatoani sin reproche, pero solo si la trata con respeto:
 "No deje que el corazón le duele sin razón ...

 Aquí está su mano.

 Venga, mantenga la mano suya en la mía.

 Sea contento.

 En su tapete de junco, en su trono, dormile en paz.

 Que relaje usted, Axayacatl el grato."

 
En este punto de la actuación musical, el tlatoani se asomó desde su palacio, dejando la compañía de sus concubinas para bailar, algo que se consideraba un gran honor para los músicos. En cuanto la música terminó, el tlatoani volvió adentro y mandó un mensajero a recoger al músico principal y traerlo al palacio. Cuando Quecholcohuatl llegó, empezó a suplicar el perdón del tlatoani. No obstante, resultó que en realidad Axayacatl gozó mucho de la actuación. Llevó a Quecholcohuatl a la cama consigo y pidió que fuera el único a realizar actuaciones musicales para él de ahí en adelante.
Chimalpahin informa que Axayacatl le dijo a sus esposas: "Señores, levantaos y conocedlo. Sentadlo entre vosotros. Aquí está vuestro competidor." Por lo tanto, se cree que Quecholcohuatl y Axayacatl tuvieron relaciones sexuales esa tarde antes de un gran banquete. Axayacatl murió dos años más tarde en 1481. Su sucesor, su hermanastro más viejo, Tizoc, terminó los trámites para reinstaurar el linaje real y los tlatoque de Chalco en 1486.